# Ramón Cugat

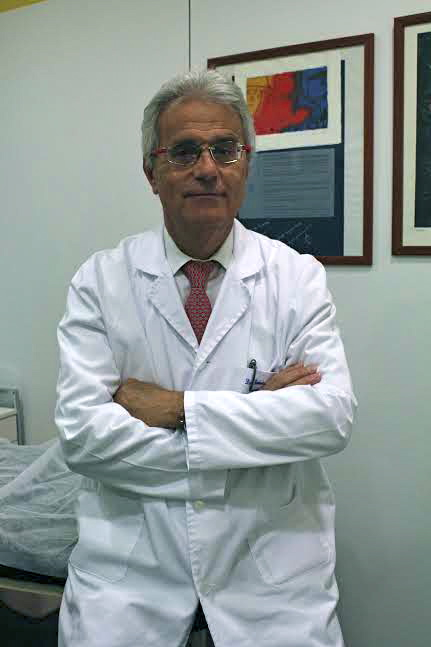
Ramón Cugat (2013)

Ramón Cugat Bertomeu (* 25. August 1950 in L’Aldea, Tarragona, Spanien) ist ein spanischer Arzt für Orthopädische Chirurgie. Er ist Spezialist für Orthopädische Chirurgie. Cugat ist für sein Fachwissen in der orthopädischen Sportmedizin und Arthroskopie und als Experte bei Knieverletzungen international anerkannt. Er ist ein Pionier der arthroskopischen Chirurgie in Spanien und war Mitglied des Teams orthopädischer Chirurgen bei den Olympischen Spielen 1992 in Barcelona. Seit Anfang 2000 verwendet er bei seinen Behandlungen der vorderen Kreuzbandverletzungen und der Knorpel und deren Wiederherstellung Wachstums-Faktoren und seit 2013 Stammzellen.
Über seine Karriere hinweg ist er mit der Mutualitat Catalana de Futbolistes (Katalanische Berufsgenossenschaft der Fußballer) verbunden und hat Tausende von Spieler aller Kategorien operiert. Unter den Spielern, die er behandelt hat, befinden sich: Pep Guardiola, Samuel Eto’o, Cesc Fàbregas, Andrés Iniesta, David Villa, Fernando Torres und Thiago.
Er arbeitete in Krankenhäusern in Spanien, England und in den Vereinigten Staaten von Amerika. Derzeit ist er Leiter der Abteilung für Orthopädische Chirurgie und Traumatologie in der Klinik Quiron Barcelona, Vorsitzender des Vorstands der Garcia Cugat Stiftung für biomedizinische Forschung und Präsident der Ärztekammer der Mutualitat Catalana de Futbolistes (Katalanische Berufsgenossenschaft der Fußballer) des königlich-spanischen Fußballverbands.
Er ist außerordentlicher Professor an der Medizinischen Fakultät der Universität von Barcelona und der Universität CEU Cardenal Herrera Valencia, sowie Co-Direktor des Lehrstuhls für Medizin und Regenerative Chirurgie, gegründet im Jahr 2013 durch die Garcia Cugat Stiftung und die Universität Cardenal Herrera Valencia (CEU). Außerdem gehört er dem internationalen Team der Fakultät Internationale Gesellschaft für Arthroskopie, Kniechirurgie und orthopädische Sportmedizin (ISAKOS) an.

## Biografie
Cugat stammt aus einer Bauernfamilie und sein Vater erwartete, dass er diese Tradition weiterführe. Als er jedoch 1965 gerade 15 geworden war, zog er nach Barcelona, wo er versuchsweise ausgewählt wurde, in der Jugendmannschaft des FC Barcelona zu spielen. Er wurde genommen und schloss sich dem Team an, in dem er bis 1971 spielte.
Im Jahr 1969 immatrikulierte er an der Medizinischen Fakultät der Universität von Barcelona und begann unter der Leitung von Dr. Jose Garcia Cugat, Gründer der Spanischen Arthroskopie Vereinigung, seine Unternehmungen in Sportmedizin. Im Jahr 1975 machte er sein Diplom in Medizin und Chirurgie. Im Jahr 1978 erhielt er den Doktortitel und 1979 den Titel eines Facharztes für Orthopädie und Unfallchirurgie. Auch schloss er im Jahr 1979 seinen ersten Major in England ab.
Im Jahr 1980 begann er seine Zusammenarbeit mit Bertram Zarins, Leiter der Sportmedizin am Massachusetts General Hospital der Harvard-Universität in Boston (USA).
Im Jahr 1990 wurde er zum Ko-Professor der Medizinischen Fakultät der Universität von Barcelona ernannt.
Von 1992 bis 2004 arbeitete er als medizinischer Assistent im Fachbereich Trauma und Orthopädie im Hospital del Mar in Barcelona, wo er die Abteilung Arthroskopische Chirurgie leitete.
Im Jahr 2007 wechselte zur Klinik "Quiron" Barcelona und übernahm die Position des stellvertretenden Direktors der Abteilung für orthopädische Chirurgie und Unfallchirurgie, wo er auch heute noch ist.
Er ist verheiratet mit Dr. Montserrat Garcia Balletbó Pathologische Fachärztin, die sich zurzeit auf Untersuchungen von biologischen Therapien konzentriert. Sie haben drei Kinder: Debora, Carolina und Pepe. Wegbereiter der Arthroskopie in Spanien.
Ramon Cugat erlernte in den späten 1970er Jahren die Arthroskopie in England und in den USA. Er ist speziell ausgebildet am Massachusetts General Hospital unter der Leitung von Bertram Zarins und hat die Zusammenarbeit mit ihm fortgesetzt.
Er ist ein Gründungsmitglied der Spanischen Arthroskopie Vereinigung, gegründet im Jahr 1982 und hatte in dieser Vereinigung von 1993 bis 1995 den Vorsitz.

## Professor
Von 1989 bis 1993 war er Mitglied des Vorstandes der Internationalen Arthroskopie Vereinigung, einer Organisation, die im Jahr 1995 in die Internationale Gesellschaft für Arthroskopie, Kniechirurgie und Orthopädische Sportmedizin (ISAKOS) überging, deren aktiver Teil Ramon Cugat seit ihrer Gründung ist. Als Professor wirkte er auf internationalen Kongressen mit, z. B. in Indien, China, Georgien, Lettland, Kuba, Brasilien, Peru, Chile, Argentinien und der Türkei u. a.
Seit dem Jahr 1999 ist seine Praxis als ISAKOS-zugelassenes Ausbildungszentrum anerkannt und jedes Jahr besuchen zahlreiche Studenten im Rahmen ihrer Ausbildung das Zentrum in Barcelona.

## Regenerative Medizin
Zu Beginn des Jahres 2000 begann er Forschungen in der regenerativen Medizin, zusammen mit Dr. Eduardo Anitua und Mikel Sanchez über angereichertes Plasma und seine Anwendung bei Traumen als Wachstumsfaktoren. Durch diese Behandlungsform ist er zu einer internationalen Größe geworden.
Seine Zusammenarbeit mit Teams von Tierärzten, zunächst in der Autonomen Gemeinschaft Valencia und Barcelona, und dann auf den Kanarischen Inseln, in Murcia und Andalusien, fand im Jahr 2007 mit der Gründung der Garcia Cugat Stiftung für biomedizinische Forschung ihren Höhepunkt, deren Vorsitzender des Verwaltungsrats er ist.
Seit 2010, begann er über die Garcia Cugat Stiftung mit Untersuchungen über die Anwendung von Stammzellen bei Läsionen des Muskelskelett-Systems, zunächst bei Tieren und im Jahr 2013 bei Menschen.

## Veröffentlichungen
Seine Veröffentlichungen über die Verwendung von angereichertem Plasma in Wachstumsfaktoren sind unter anderem:
- Histological Study of the Influence of Plasma Rich in Growth Factors (PRGF) on the Healing of Divided Achilles Tendons in Sheep. J. Andrés Fernández-Sarmiento, Juan M. Domínguez, María M. Granados, Juan Morgaz, Rocío Navarrete, José M. Carrillo, Rafael J. Gómez-Villamandos, Pilar Muñoz Rascón, Juana Martín de Mulas, Yolanda Millán, Montserrat García Balletbó und Ramon Cugat. Journal of Bone and Joint Surgery, Incorporated. 2013
- Healing of donor site in bone-tendon-bone ACL reconstruction accelerated with plasma rich in growth factors: a randomized clinical trial. Roberto Seijas, Marta Rius, Oscar Ares, Montserrat García Balletbó, Iván Serra, Ramon Cugat. In: Knee Surgery, Sports Traumatology, Arthroscopy. November 2013
- Controlled, blinded force platform analysis of the effect of intraarticular injection of autologous adipose-derived mesenchymal stem cells associated to PRGF-Endoret in osteoarthritic docs. Jose M Milar, Manuel Morales, Angelo Santana, Giuseppe Spinella, Mónica Rubio, Belen Cuervo, Ramon Cugat und Jose M. Carrillo. BMC Veterinary Research 2013
- Effect of autologous platelet-rich plasma on the repair of full-thickness articular defects in rabbits. Claudio Iván Serra, Carme Soler, José M. Carrillo, Joaquín J. Sopena, J. Ignacio Redondo, Ramon Cugat. In: Knee Surgery, Sports Traumatology, Arthroscopy. 2013
- Platelet-rich plasma for calcific tendinitis of the shoulder: a case report. Roberto Seijas, Oscar Ares, Pedro Álvarez, Xavier Cuscó, Montserrat García Balletbó, Ramon Cugat. Zeitschrift für Orthopädische Chirurgie 2012
- Delayed union of the clavicle treated with plasma rich in growth factors. Roberto Seijas, Romen Y. Santana-Suárez, Montserrat García Balletbó, Xavier Cuscó, Oscar Ares, Ramón Cugat. Acta Irtgio, Belg, 2010 76, 689–693. 2010
- Infiltration of plasma rich in growth factors for osteoarthritis of the knee short-term effects on function and quality of life. Ana Wang Saegusa, Ramon Cugat, Oscar Ares, Roberto Seijas, Javier Cuscó, Montserrat García Balletbó. Arch Orthop Trauma Surg. August 2010